# Torpes (Saône-et-Loire)
Torpes ist eine französische Gemeinde im Département Saône-et-Loire in der Region Bourgogne-Franche-Comté. Sie gehört zum Arrondissement Louhans und zum Kanton Pierre-de-Bresse. Der Ort hat 376 Einwohner (Stand 1. Januar 2022).

## Geografie

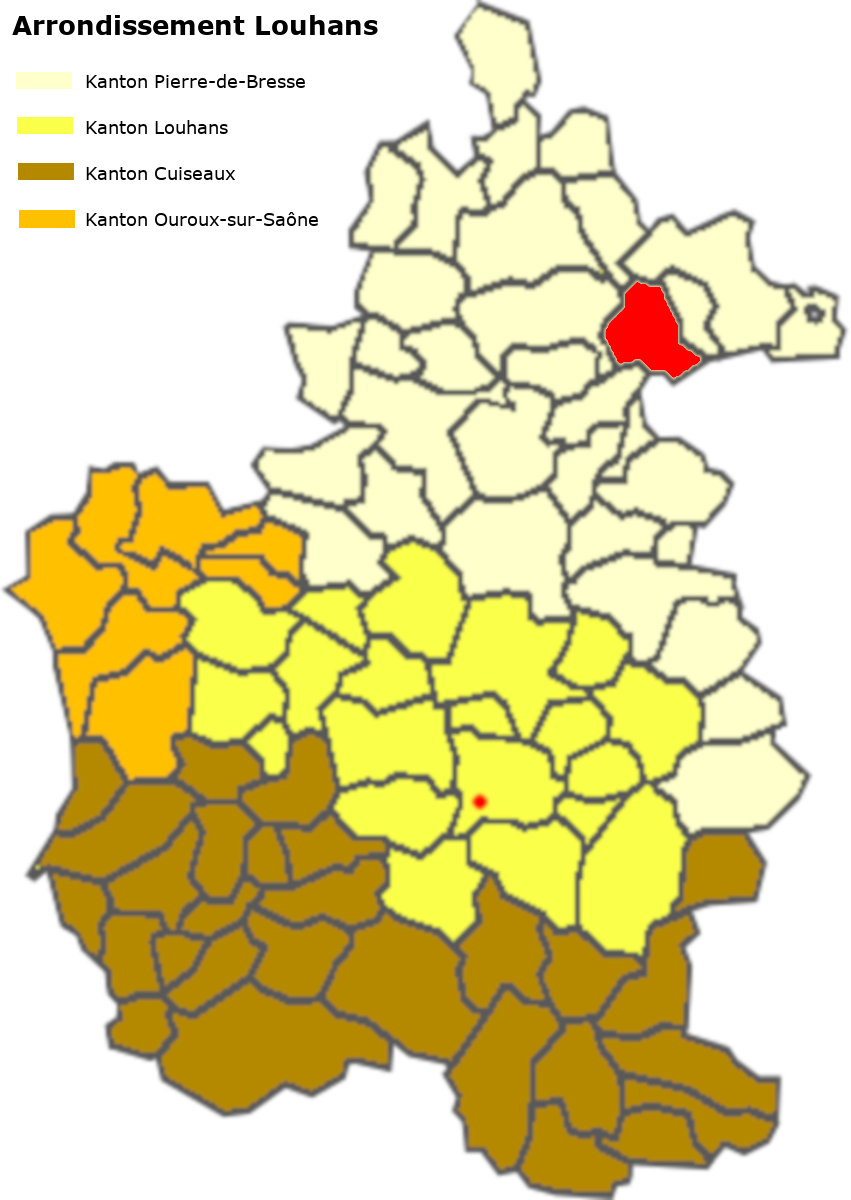
Lage der Gemeinde im Arrondissement Louhans

Die Gemeinde liegt in der Landschaft der Bresse, etwas erhöht über der Brenne, einem rechten Nebenfluss der Seille und stößt im Südosten und Süden an das Département Jura. Sie wird geprägt durch die Brenne, die des Öfteren Überschwemmungen und Murgang verursacht. Sie fließt von Bellevesvre her in das Gemeindegebiet, umfließt die Anhöhe von Torpes nördlich und bewegt sich dann südwärts, bereichert um die beiden Ruisseaux ins Gemeindegebiet von Montjay. Von Westen her fließt der Ruisseau des Armetières in die Gemeinde, bedient den Étang de Neuillon, um dann in die Brenne zu münden. Der nördlichen Gemeindegrenze entlang fließt der Ruisseau des Tenaudins von Mouthier-en-Bresse her, verlässt die Gemeinde und fließt weiter südlich wieder durch das Gemeindegebiet, um in die Brenne zu münden. Im äußersten Osten durchfließt schließlich noch La Darge das Gemeindegebiet. Zusätzlich verfügt die Gemeinde über eine große Zahl von Biefs, künstlichen Wasserläufen, die der Entwässerung der Anbauflächen dienen. Bei starken Regenfällen steht die Ebene zwischen Torpes und Les Lorances oft unter Wasser und die Straße ist manchmal unpassierbar.
Das Gemeindegebiet erschließen nur unwichtige Nebenstraßen, die Départementsstraße D23 kommt von Bellevesvre her in das Gemeindegebiet, tangiert die Weiler Charnay und Le Portail, um streckenweise über das Gebiet des Département Jura schließlich Louhans zu erreichen. Diese Straße folgt der Trasse der alten Römerstraße, die Louhans mit Bellevesvre und Tavaux verband. Die Trasse war so geschickt angelegt, dass das Überschwemmungsgebiet von Les Laurances umgangen wurde.
Die Gemeinde ist stark landwirtschaftlich geprägt, verfügt jedoch nur über äußerst geringe Waldflächen. Hingegen finden sich recht ausgeprägte Pappelplantagen im Bereich der Überschwemmungsgebiete der Brenne im Norden und im Süden der Gemeinde.
Die Gemeinde ist stark zersiedelt, nur etwa 20 % der Bevölkerung leben im Bourg, die übrigen in den zahlreichen Weilern. Zur Gemeinde gehören folgende Weiler und Fluren: les Baraques, Charnay, Cretey, la Dombe, le Duchault, Ecoley, la Giroflée, les Laurences, Mle ortier, les Monnots, Moulin-des-Prés, le Neuillon, le Portail, les Tenaudins, Utre, les Vailliers.

### Klima
Das Klima in Torpes ist warm und gemäßigt. Es gibt das ganze Jahr über deutliche Niederschläge, selbst der trockenste Monat weist noch hohe Niederschlagsmengen auf. Die Klassifikation des Klimas nach Köppen und Geiger ist Cfb ((Gemäßigtes) Ozeanklima). Die Temperatur liegt im Jahresdurchschnitt bei 11,9 °C. Der wärmste Monat ist der Juli mit einer Durchschnittstemperatur von 21,1 °C, der kälteste der Januar mit 3,2 °C. Über ein Jahr verteilt summieren sich die Niederschläge auf 1081 mm, dabei ist der November mit 117 mm der niederschlagsreichste, während Juli als trockenster Monat 72 mm aufweist. Über das ganze Jahr werden etwa 2764 Sonnenstunden gezählt.
|                        | Jan | Feb | Mär  | Apr  | Mai  | Jun  | Jul  | Aug  | Sep  | Okt  | Nov  | Dez |   |      |
| Mittl. Temperatur (°C) | 3,2 | 3,9 | 7,5  | 11,1 | 15,0 | 19,1 | 21,1 | 20,7 | 16,9 | 12,9 | 7,3  | 4,1 | ⌀ | 11,9 |
| Mittl. Tagesmax. (°C)  | 6,2 | 7,6 | 11,9 | 15,7 | 19,3 | 23,8 | 25,7 | 25,4 | 21,4 | 16,9 | 10,5 | 6,8 | ⌀ | 16   |
| Mittl. Tagesmin. (°C)  | 0,6 | 0,5 | 3,2  | 6,4  | 10,3 | 14,1 | 16,1 | 15,8 | 12,7 | 9,2  | 4,4  | 1,5 | ⌀ | 7,9  |
|                        |     |     |      |      |      |      |      |      |      |      |      |     |   |      |
| Niederschlag (mm)      | 98  | 83  | 80   | 90   | 93   | 77   | 72   | 73   | 87   | 104  | 117  | 107 | Σ | 1081 |

| 0,6 |

| 0,5 |

| 3,2 |

| 6,4 |

| 10,3 |

| 14,1 |

| 16,1 |

| 15,8 |

| 12,7 |

| 9,2 |

| 4,4 |

| 1,5 |

| 0,6 |

| 0,5 |

| 3,2 |

| 6,4 |

| 10,3 |

| 14,1 |

| 16,1 |

| 15,8 |

| 12,7 |

| 9,2 |

| 4,4 |

| 1,5 |

## Toponymie
Eine erste Erwähnung findet sich im 12. Jahrhundert in den Verzeichnissen des Klosters Baume-les-Messieurs, wo Ecclesia de Torpa genannt und das Bestehen einer Kirche belegt wird. Der Name des Ortes scheint keltischen Ursprungs zu sein. Ernest Nègre führt den Ortsnamen auf torp zurück, im Langues d’oïl der Begriff für taupe (Maulwurf), womit insbesondere die recht markante Anhöhe bezeichnet werden könnte, auf der die Siedlung Torpes liegt.

## Geschichte
Torpes besaß 1111 eine Kirche, die dem hl. Veranus von Cavaillon geweiht ist.
Torpes war lange Bestandteil der Herrschaft Bellevesvre, zu der ebenfalls Mouthier-en-Bresse gehörte. Im 14. Jahrhundert erscheint eine Familie de Torpes als Herren des Ortes. Im 15. Jahrhundert gelangte die Herrschaft an Philippe Pot, der den Bewohnern im 15. Jahrhundert einen Freibrief ausstellte. 1554 gehörte Torpes Alexandre de Saulx und im 18. Jahrhundert schließlich gelangte es als Teil der Grafschaft Bellevesvre in den Besitz der Montessus. Der Weiler Le Portail gehörte jedoch zur Franche-Comté.
Nachdem das Haus Burgund 1477 in männlicher Linie ausgestorben war, ging das Herzogtum Burgund an Frankreich, die Freigrafschaft jedoch an den Burgundischen Reichskreis. Die Kriege im 16. und 17. Jahrhundert (Krieg gegen den savoyardischen Herzog Karl Emanuel I., Dreißigjähriger Krieg und Devolutionskrieg) bescherten dem Ort am äußeren Rand des Herzogtums Burgund schreckliche Katastrophen, die ganze Gegend war weitgehend entvölkert und erholte sich nur sehr langsam.
Das Schloss war schon im 18. Jahrhundert abgerissen worden; die heutige Kirche stammt aus dem 19. Jahrhundert, und das Schulhaus wurde 1956 fertiggestellt. 1988 bestanden in der Gemeinde noch 43 Landwirtschaftsbetriebe.
Zu Beginn des 20. Jahrhunderts lebten in Torpes gegen 1500 Einwohner, die jedoch allesamt sehr arm waren. So gingen fast alle dazu über, Gänse zu halten. Pro Familie waren 27 Stück erlaubt. Sie hielten die Gänse nicht zu ihrem Vergnügen, sondern um sie zu verkaufen, denn das war fast das einzige Einkommen der Familien. So erhielt der Ort den Übernamen Torpes les oies (Gänsetorpes), worauf die Einwohner aber durchaus nicht stolz waren... teilweise wagten sie es gar nicht mehr, ihre Herkunft zu verraten. Um die Gänse wurde viele Geschichten erzählt, beispielsweise, der Briefträger sei von Gänsen gefressen worden oder der Kirchturm sei mit Gänseschnäbeln gedeckt, nicht mit Ziegeln.
Die Herren von Torpes

Wappen von Philippe Pot

Nach der Ortschaft benannte sich eine alte Familie, 1402 beispielsweise Jean de Torpes. Im 15. Jahrhundert gehörte das Lehen Philippe Pot (* 1428, † 16. September 1493). Er war Chambellan von Philipp dem Guten und Großseneschall von Burgund unter König Ludwig dem Klugen. Seiner Beredsamkeit wegen wurde er auch Ciceros Mund genannt. Er komponierte Lieder und Balladen und war ein brillanter Geschichtenerzähler. Als Herr von Torpes, schenkte er den Einwohnern einen Freibrief.
Gegen 1550 ging das Lehen Torpes über an Alexandre de Saulx, Gouverneur von Auxonne. Im 18. Jahrhundert schließlich war das Lehen im Besitz der Montessus, zusammen mit Bellevesvre.

## Bevölkerung
| Torpes: Einwohnerzahlen von 1793 bis 2021 | Torpes: Einwohnerzahlen von 1793 bis 2021 | Torpes: Einwohnerzahlen von 1793 bis 2021 | Torpes: Einwohnerzahlen von 1793 bis 2021 | Torpes: Einwohnerzahlen von 1793 bis 2021 |
| --- | ----------------------------------------- | ----------------------------------------- | ----------------------------------------- | ----------------------------------------- |
| Jahr |                                           |                                           |                                           | Einwohner                                 |
| 1793 | 1793                                      |                                           | 1.002                                     | 1.002                                     |
| 1800 | 1800                                      |                                           | 929                                       | 929                                       |
| 1806 | 1806                                      |                                           | 1.050                                     | 1.050                                     |
| 1821 | 1821                                      |                                           | 1.138                                     | 1.138                                     |
| 1831 | 1831                                      |                                           | 1.162                                     | 1.162                                     |
| 1836 | 1836                                      |                                           | 1.188                                     | 1.188                                     |
| 1841 | 1841                                      |                                           | 1.264                                     | 1.264                                     |
| 1846 | 1846                                      |                                           | 1.258                                     | 1.258                                     |
| 1851 | 1851                                      |                                           | 1.296                                     | 1.296                                     |
| 1856 | 1856                                      |                                           | 1.221                                     | 1.221                                     |
| 1861 | 1861                                      |                                           | 1.287                                     | 1.287                                     |
| 1866 | 1866                                      |                                           | 1.303                                     | 1.303                                     |
| 1872 | 1872                                      |                                           | 1.358                                     | 1.358                                     |
| 1876 | 1876                                      |                                           | 1.385                                     | 1.385                                     |
| 1881 | 1881                                      |                                           | 1.395                                     | 1.395                                     |
| 1886 | 1886                                      |                                           | 1.402                                     | 1.402                                     |
| 1891 | 1891                                      |                                           | 1.338                                     | 1.338                                     |
| 1896 | 1896                                      |                                           | 1.372                                     | 1.372                                     |
| 1901 | 1901                                      |                                           | 1.347                                     | 1.347                                     |
| 1906 | 1906                                      |                                           | 1.332                                     | 1.332                                     |
| 1911 | 1911                                      |                                           | 1.296                                     | 1.296                                     |
| 1921 | 1921                                      |                                           | 1.145                                     | 1.145                                     |
| 1926 | 1926                                      |                                           | 1.109                                     | 1.109                                     |
| 1931 | 1931                                      |                                           | 1.056                                     | 1.056                                     |
| 1936 | 1936                                      |                                           | 950                                       | 950                                       |
| 1946 | 1946                                      |                                           | 840                                       | 840                                       |
| 1954 | 1954                                      |                                           | 773                                       | 773                                       |
| 1962 | 1962                                      |                                           | 641                                       | 641                                       |
| 1968 | 1968                                      |                                           | 564                                       | 564                                       |
| 1975 | 1975                                      |                                           | 486                                       | 486                                       |
| 1982 | 1982                                      |                                           | 410                                       | 410                                       |
| 1990 | 1990                                      |                                           | 351                                       | 351                                       |
| 1999 | 1999                                      |                                           | 364                                       | 364                                       |
| 2010 | 2010                                      |                                           | 394                                       | 394                                       |
| 2015 | 2015                                      |                                           | 383                                       | 383                                       |
| 2021 | 2021                                      |                                           | 376                                       | 376                                       |
| Quelle(n): EHESS/Cassini bis 2006, ab 2009 INSEE Anmerkung(en): • Ab 1962 offizielle Zahlen ohne Einwohner mit Zweitwohnsitz • Höchste Einwohnerzahl 1886 mit 1402, tiefste Einwohnerzahl 1990 mit 351 (25,0 % vom Maximum) |                                           |                                           |                                           |                                           |

| Bevölkerungsstruktur | Anzahl Einwohner | männlich | weiblich | davon Ausländer | Anteil % |
| -------------------- | ---------------- | -------- | -------- | --------------- | -------- |
|                      | 376              | 206      | 170      | 35              | 9,3      |

| Männer | Alterstufe | Frauen |
| ------ | ---------- | ------ |
| 1      | 90 + älter | 0      |
| 21     | 75–89      | 21     |
| 47     | 60–74      | 47     |
| 42     | 45–59      | 31     |
| 30     | 30–44      | 34     |
| 23     | 15–29      | 19     |
| 42     | 0–14       | 19     |

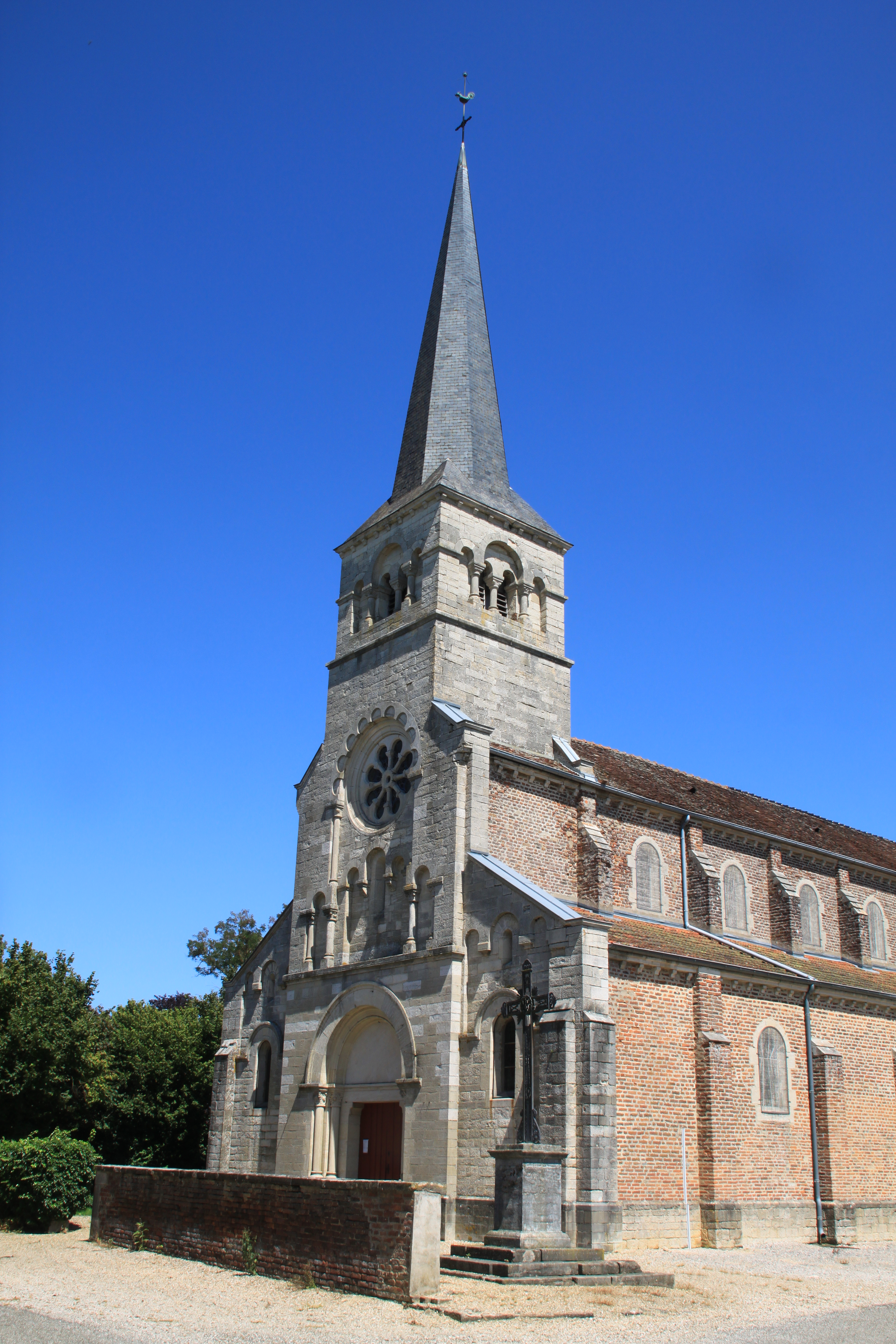
Westfassade der Kirche

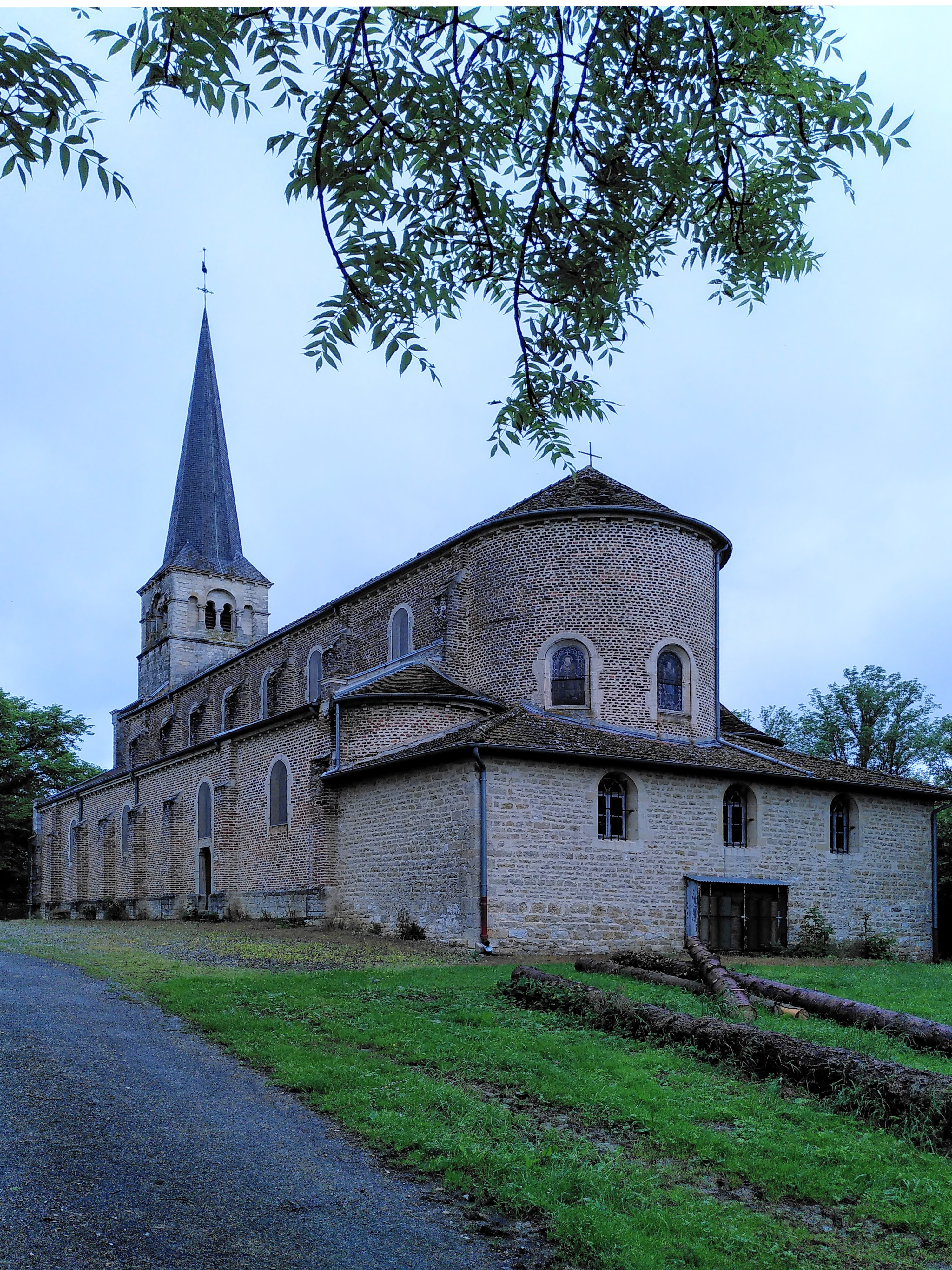
Kirche Saint-Vérand von Torpes von Osten

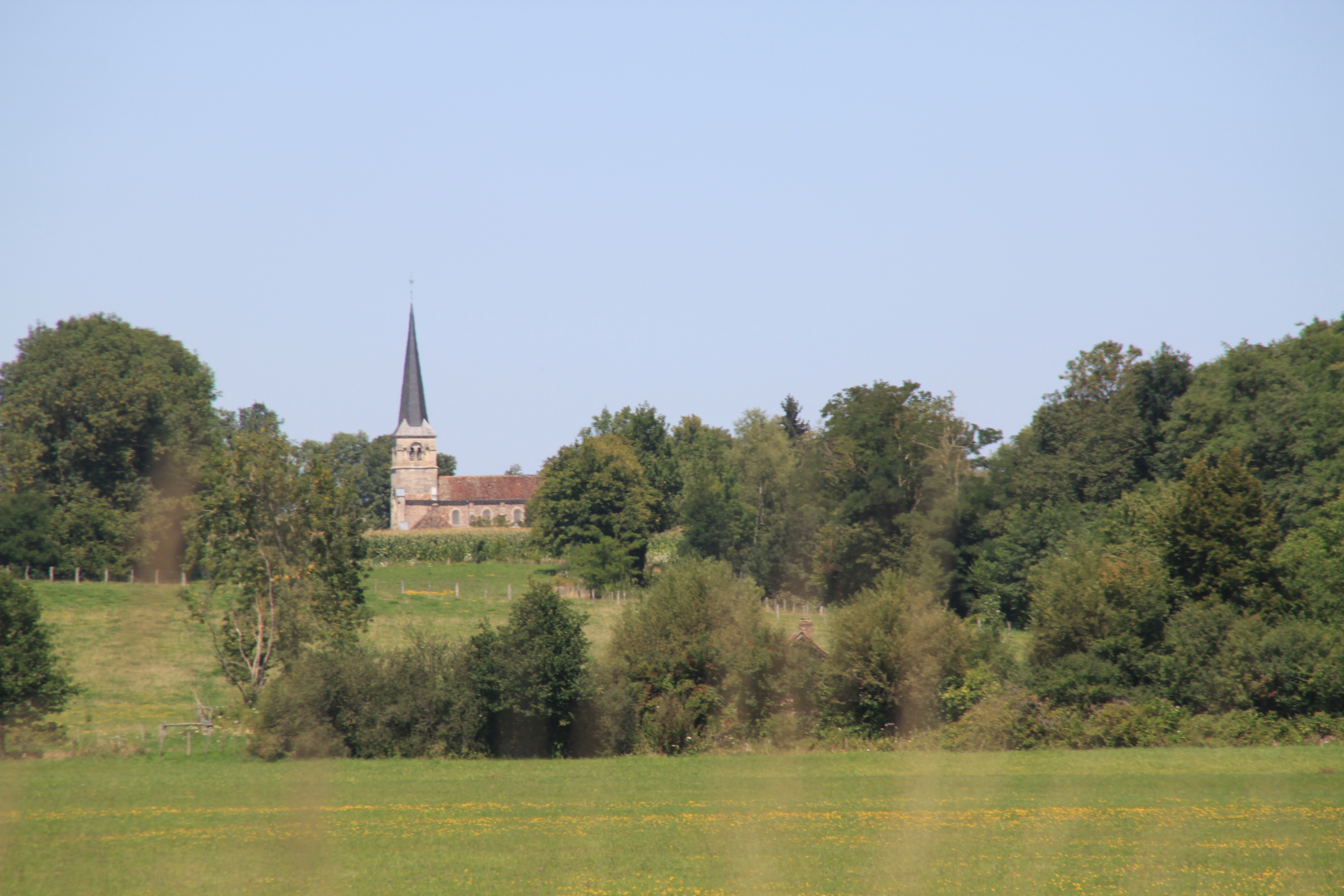
Kirche über das Tal der Brenne

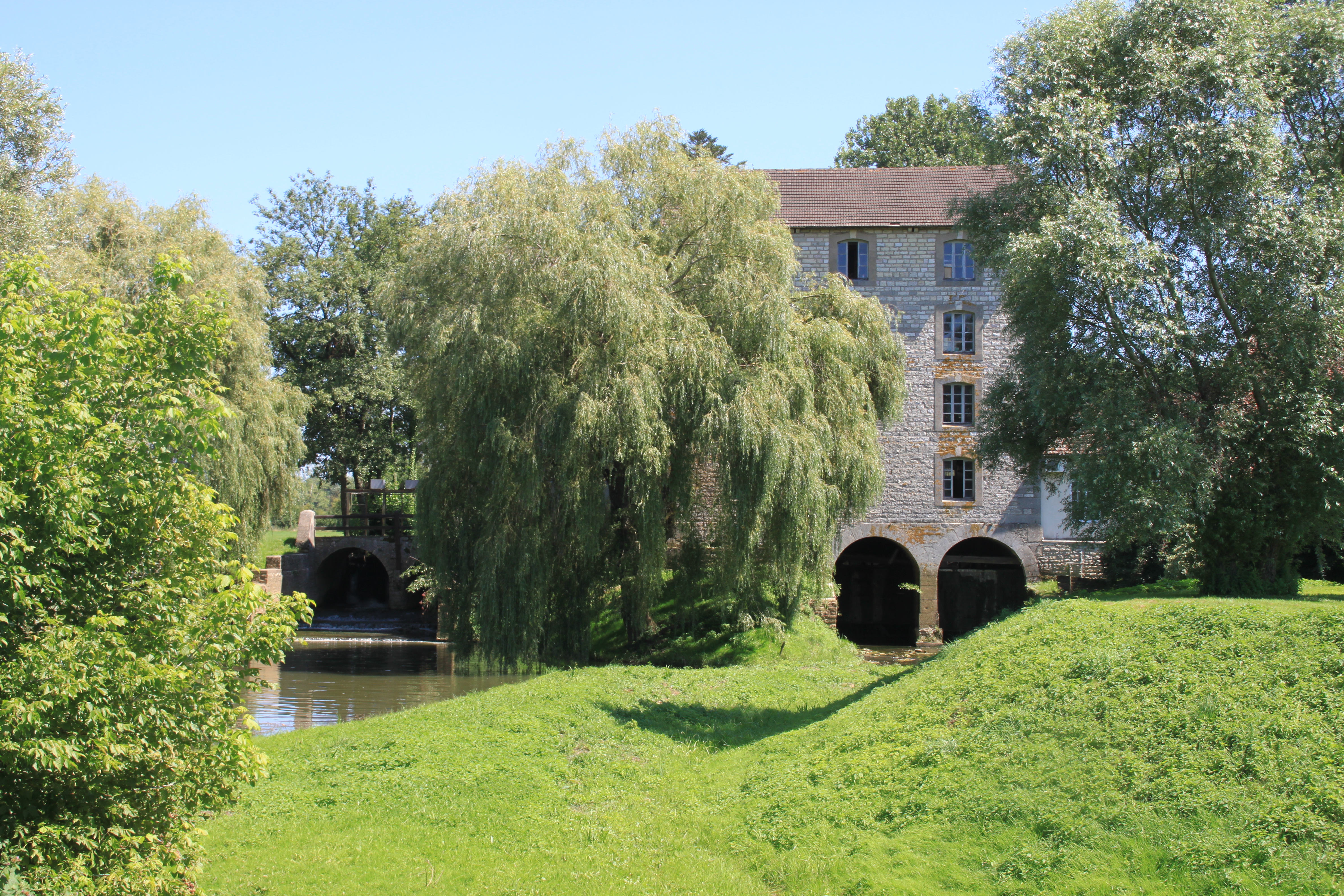
Mühle Lambey

Die Bevölkerungsstruktur zwischen Männern und Frauen weist einen starken Überhang zugunsten der Männer auf, sie machen 54,8 % der Bevölkerung aus. Dabei sind 44 % der Bevölkerung jünger als 45 Jahre. Demgegenüber sind 36 % der Einwohner älter als 60 Jahre und damit im Rentenalter.
| Wohnstruktur               | Anzahl Wohneinheiten | davon Häuser | Wohnungen | sonstige |
| -------------------------- | -------------------- | ------------ | --------- | -------- |
|                            | 287                  | 278          | 5         | 4        |
| davon Hauptwohnsitz        | 174                  |              |           |          |
| Zweit- oder Ferienwohnsitz | 74                   |              |           |          |
| vakant                     | 39                   |              |           |          |

## Wirtschaft und Infrastruktur

### Unternehmen, Betriebe, Ladengeschäfte und Einrichtungen
In der Gemeinde gibt es nebst Kirche und Mairie (Gemeindehaus) folgende Unternehmen nach Branchen:
| Branche                                                           | Anzahl Betriebe |
| ----------------------------------------------------------------- | --------------- |
| Industrie und verarbeitendes Gewerbe                              | 5               |
| Baugewerbe                                                        | 4               |
| Groß- und Einzelhandel, Verkehr, Beherbergung und Gastronomie     | 2               |
| Information und Kommunikation                                     | 1               |
| Finanz- und Versicherungsdienstleistungen                         |                 |
| Grundstücks- und Wohnungswesen                                    | 3               |
| Freiberufliche, wissenschaftliche und technische Dienstleistungen | 3               |
| Öffentliche Verwaltung, Unterricht, Gesundheits- und Sozialwesen  |                 |
| Sonstige Dienstleistungen                                         | 1               |
| Land- und Forstwirtschaftsbetriebe                                | 15              |

In der Gemeinde befinden sich eine Immobilienagentur, ein Schönheitssalon, drei Schreinerei-/Zimmereien und ein Installateurbetrieb. Im Ort befindet sich ein Pétanqueplatz. Mit den Gütern des täglichen Bedarfs versorgen sich die Einwohner in Pierre-de-Bresse oder in Saint-Germain-du-Bois.

### Geschützte Produkte in der Gemeinde
Als AOC-Produkte sind in Torpes Comté und Morbier zugelassen, ferner Volaille de Bresse und Dinde de Bresse.

### Bildungseinrichtungen
In der Gemeinde besteht eine École primaire (École maternelle und École élémentaire), die der Académie de Dijon untersteht und von 24 Kindern besucht wird. Für die Schule gilt der Ferienplan der Zone A.